# 龙胜钓樟
龙胜钓樟（学名：Lindera lungshengensis）为樟科山胡椒属下的一个种。